# Stenygra cosmocera
Stenygra cosmocera là một loài bọ cánh cứng trong họ Cerambycidae.